# Tasman Ridge
Tasman Ridge är en bergstopp i Antarktis. Den ligger i Östantarktis. Nya Zeeland gör anspråk på området. Toppen på Tasman Ridge är 2 008 meter över havet, eller 12 meter över den omgivande terrängen. Bredden vid basen är 0,75 km.
Terrängen runt Tasman Ridge är bergig västerut, men österut är den kuperad. Terrängen runt Tasman Ridge sluttar brant österut. Trakten är obefolkad. Det finns inga samhällen i närheten.